# Cartone di sant'Anna

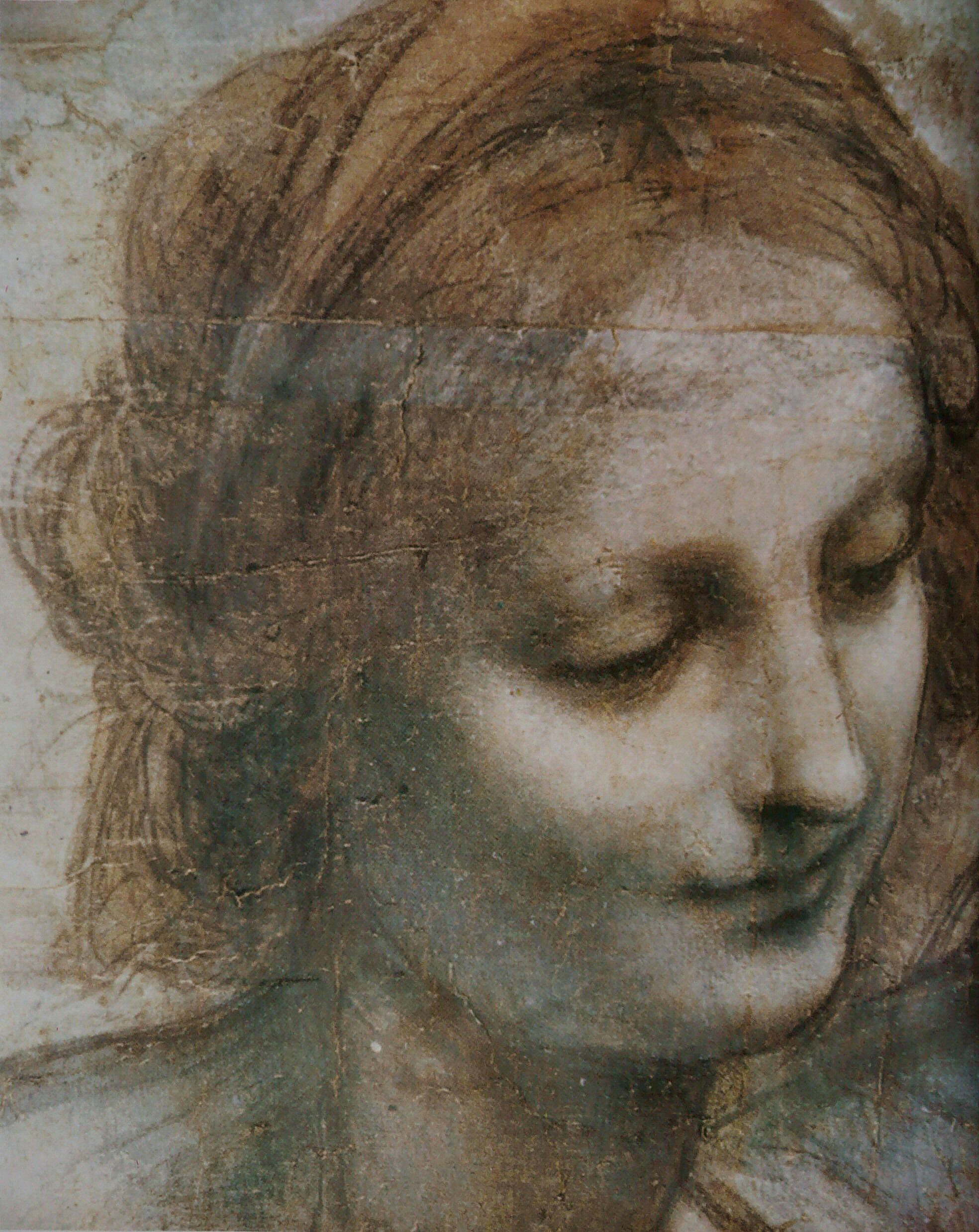
Dettaglio

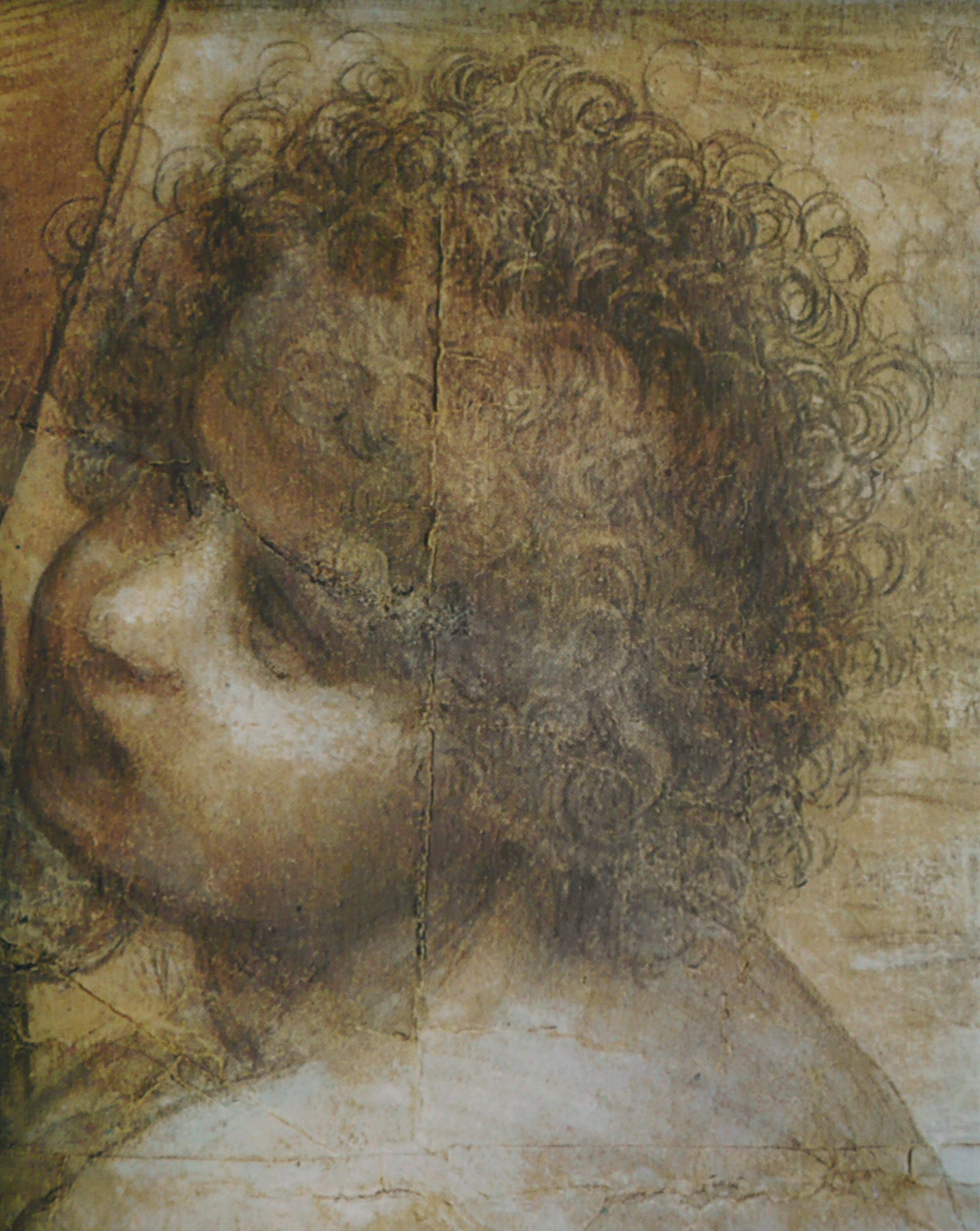
Dettaglio

Il Cartone di sant'Anna (Sant'Anna, la Madonna, il Bambino e san Giovannino) è un disegno a gessetto nero, biacca e sfumino su carta (141,5x104,6 cm) di Leonardo da Vinci, databile al 1501-1505 circa e conservato nella National Gallery di Londra.

## Storia
Dopo il lungo soggiorno milanese e alcuni viaggi, Leonardo tornò a Firenze nel 1500, da dove mancava ormai da vent'anni. Tormentato da problemi economici e bisognoso di lavorare, venne aiutato da Filippino Lippi, che in passato aveva lavorato più di una volta a commissioni lasciate incompiute e abbandonate da Leonardo. Filippino rinunciò in suo favore all'incarico di dipingere per i frati Serviti una pala d'altare per l'altare maggiore della Santissima Annunziata. Leonardo, col Salaì, si trasferì allora nel convento, dove realizzò un cartone con una Sant'Anna che godette di una straordinaria fama tra i contemporanei, come raccontò Vasari:
(Giorgio Vasari, Le vite de' più eccellenti pittori, scultori e architettori (1568), Vita di Lionardo da Vinci.)
I frati si dovettero però accontentare del solo disegno, poiché Leonardo poco dopo lasciava di nuovo Firenze. Cambiato il programma iconografico la pala per l'altare maggiore venne poi avviata da Filippino e completata, dopo la sua morte, da Pietro Perugino. Del cartone leonardesco si persero presto le tracce.
Del cartone fiorentino resta una descrizione nella lettera datata 3 aprile 1501 inviata dal carmelitano Pietro da Novellara a Isabella d'Este, in cui si parla di «un Cristo Bambino di età circa un anno, che uscendo quasi de' bracci ad la mamma piglia un agnello et pare che lo stringa. La mamma quasi levandosi de grembo ad S. Anna, piglia il bambino per spiccarlo dall'agnellino. S. Anna, alquanto levandosi da sedere pare che voglia ritenere la figliola che non spicca il bambino dall'agnellino».
L'accostamento dell'opera per i serviti e il cartone di Londra appariva fin troppo ovvio, ma i primi dubbi sorsero per le differenze con la descrizione del frate, che si addice piuttosto a una tavola al Louvre. Ricerche documentarie hanno poi infatti dimostrato che l'opera londinese in verità proviene da Milano, dove ne testimonia la presenza una lettera di padre Resta a Pietro Bellori: "Luigi XII prima del 1500 ordinò un cartone di sant'Anna a Leonardo da Vinci dimorante a Milano: ne fece Leonardo un primo schizzo che sta presso i signori conti Arconati in Milano".
Sebbene alcuni dettagli della lettera non siano chiari (come la presenza di Leonardo a Milano nel 1500 o la committenza del re francese), è certo che il cartone passò dagli Arconati ai Casnedi nel 1721 e da questi ultimi alla famiglia Sagredo di Venezia, che lo cedettero a loro volta, nel 1763, a Robert Udney. L'inglese trasportò l'opera alla sua residenza di Burlington House, dove venne inventariata (per questo è chiamato spesso anche cartone di Burlington House), prima di approdare alla sede odierna nel 1962.

## Descrizione e stile
Il cartone mostra le tre generazioni della famiglia di Cristo: Sant'Anna tiene sua figlia Maria sulle sue ginocchia e quest'ultima trattiene il Figlio, che si rivolge verso san Giovannino. Anna indica con la sinistra il cielo e guarda Maria con uno sguardo festoso e familiare, come a voler chiedere conferma della sua miracolosa gravidanza.
Leonardo si sforzò di riprodurre un senso policentrico di movimento, facendo in modo che i due personaggi principali, le donne, si fondessero in un unico gruppo. La struttura piramidale conferisce loro monumentalità plastica e ne sottolinea l'organicità.
L'opera è inoltre uno degli esempi più convincenti dell'influenza della statuaria antica su Leonardo, forse ispirata a un gruppo di Muse di Villa Madama che l'artista avrebbe potuto osservare nel suo viaggio a Tivoli del marzo 1501. Oltre ai disegni preparatori, ciò si leggerebbe negli ampi panneggi, nell'impianto vigoroso e nella citazione piuttosto precisa contenuta nel busto della Vergine, che appare, come nelle antiche statue di Tivoli, con le braccia "tagliate" dalla strana foggia dell'abito. Anche l'uso del chiaroscuro accentuato e delle velature cromatiche sembra perlustrare nuove strade all'insegna della monumentalità, della resa atmosferica e dell'indagine psicologica, caratteristiche tipiche della sua migliore produzione della piena maturità.
L'opera, custodita a Milano nel corso del Cinquecento, ebbe particolare influenza sulla scuola leonardesca. L'interpretazione più celebre resta la Sacra Famiglia con sant'Anna e san Giovannino di Bernardino Luini, cui probabilmente appartenne il cartone, documentato successivamente nella collezione del figlio Aurelio.